# Hunteria congolana
Hunteria congolana är en oleanderväxtart som beskrevs av Marcel Pichon. Hunteria congolana ingår i släktet Hunteria och familjen oleanderväxter. Inga underarter finns listade i Catalogue of Life.